# Аньях
Аньях (устар. Ань-Ях) — река в России, протекает по Ханты-Мансийскому району Ханты-Мансийского АО. Устье реки находится в 19 км по левому берегу реки Охлым. Длина реки составляет 33 км.

## Данные водного реестра
По данным государственного водного реестра России, относится к Нижнеобскому бассейновому округу, водохозяйственный участок реки — Обь от впадения Иртыша до впадения реки Северная Сосьва, речной подбассейн реки — бассейны притока Оби от Иртыша до впадения Северной Сосьвы. Речной бассейн реки — Нижняя Обь от впадения Иртыша.
Код объекта в государственном водном реестре — 15020100112115300018408.